# Principado de Orange-Nassau-Fulda
El principado de Orange-Nassau-Fulda (también conocido como principado de Fulda y Corvey) fue un estado de corta duración del Sacro Imperio Romano Germánico, el cual fue creado para el hijo y heredero del Príncipe de Orange y Príncipe de Orange-Nassau. Existió desde 1803 a 1806.
En 1795 el Guillermo V, Príncipe de Orange-Nassau, perdió todas sus posesiones en los Países Bajos debido al auge de la República Bátava, un estado satélite de la República francesa.
En el 23 de mayo de 1802, Francia y Prusia firmaron un tratado en que Fulda y algunas otras áreas fueron prometidas al Príncipe de Orange como compensación por la pérdida de sus propiedades en los Países Bajos. Fue rechazado por Guillermo V al principio, pero más tarde aceptó la oferta en nombre de su hijo el príncipe heredero de Orange para que se convirtiese en gobernante del nuevo principado. El 22 de octubre de ese mismo año las tropas prusianas ocuparon la Diócesis de Fulda para asegurar los intereses del príncipe, y el 6 de diciembre el príncipe Guillermo Federico (Futuro Guillermo I de los Países Bajos) celebró su entrada en Fulda. En la resolución del 25 de febrero de 1803, el Reichsdeputationshauptschluss (el Receso Imperial de 1803) legalizó la redistribución de los territorios. Según la sección 12 de esta resolución las siguientes áreas fueron transferidas para ser gobernadas por el nuevo Príncipe de Nassau-Orange-Fulda:
- La Diócesis de Fulda
- La Abadía de Corvey
- La Ciudad Imperial libre de Dortmund
- La Abadía de Weingarten y el priorato Hofen
- La Abadía benedictina de St. Gerold (en Vorarlberg, vendida en 1804 a Austria)
- El Decanato de Bandern (en Liechtenstein, también vendido en 1804 a Austria)
- La Abadía de Dietkirchen (Limburgo del Lahn)

Cabe destacar que en estos territorios recayeron en realidad en Guillermo V, pero que se los transfirió a su hijo poco después.

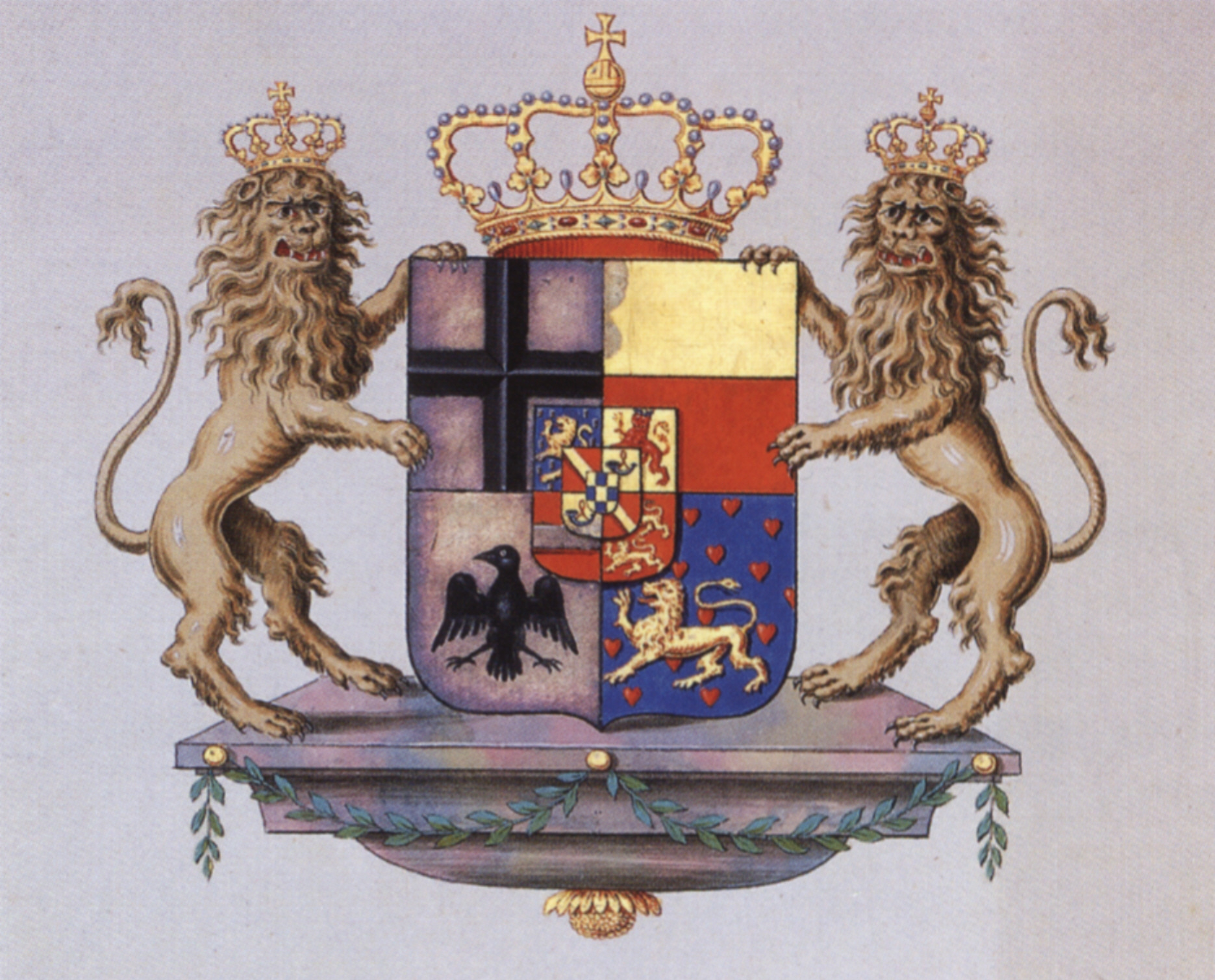
De izquierda a derecha y arriba abajo: 1.Fulda; 2.Corvey; 3.Dortmund; 4.Weingarten; En el escusón se encuentra el escudo de armas de Orange-Nassau.

Fue así que el príncipe redistribuyó estos territorios recientemente ganados en 4, los cuales fueron:
- El principado de Fulda
- El principado de Corvey
- El condado de Dortmund
- El señorío de Weigarten

Cada uno de estas entidades fueron representadas en el escudo de armas del principado mediante un cuartel.
Con la muerte de su padre Guillermo V el 9 de abril de 1806, el príncipe Guillermo Federico heredó todos los territorios centrales de Nassau. Aun así, el 12 de julio de 1806  perdió el Señorío de Weingarten y los territorios Nassau debido a la formación de la Confederación del Rin. Debido a la Mediatización y secularización alemana, el Señorío de Weingarten fue incorporado al Reino de Wurtemberg y los territorios centrales de Nassau al Gran Ducado de Berg y el Ducado de Nassau.
Después de la derrota militar prusiana ante Francia, el Príncipe de Orange perdió sus posesiones restantes alemanas. Fulda fue ocupada por las tropas francesas el 27 de octubre de 1806 y permaneció bajo control francés hasta que el 19 de mayo de 1810 fue incorporado al Gran Ducado de Fráncfort. Posteriormente, Corvey fue incorporado al Reino de Westfalia el 7 de diciembre de 1807 y Dortmund al Gran Ducado de Berg el 1 de marzo de 1808.
Con la derrota francesa en 1813, el Príncipe de Orange recuperó sus posesiones en los Países Bajos pero a cambio renunció a sus reclamaciones sobre sus antiguos territorios alemanes. En el acto final del Congreso de Viena en 1815,  se decidió no restaurar el Principado de Orange-Nassau-Fulda; Corvey y Dortmund se convertirían en parte del Reino de Prusia y Fulda fue dividida entre el Landgraviato de Hesse-Kassel, el Ducado de Sajonia-Weimar-Eisenach, y el Reino de Baviera.